# Piksinranta
Piksinranta ist ein Ort (småort) in der nordschwedischen Provinz Norrbottens län und der historischen Provinz (landskap) Lappland.

## Lage und Beschreibung
Piksinranta liegt direkt nördlich von Kurravaara am Oinakkajärvi, etwa 15 Kilometer nordöstlich von Kiruna.
Der Ort ist über die Landstraße BD 874 mit dem schwedischen Straßennetz verbunden.
Im Jahre 2015 hatte Piksinranta 134 Einwohner.